# Knights of Valour
Pour les articles homonymes, voir Knight.
Knights of Valour (Sangoku Senki (三國戦記, chroniques de la guerre des trois Royaumes) au Japon), sur le thème des Trois Royaumes de Chine (三國), est un beat them all développé par IGS, sorti sur borne d'arcade en 1999. La suite sort en 2000 sous le nom Knights of Valour 2.

## Histoire
Tout comme Warriors of Fate de Capcom, Knights of Valour s'inspire du roman L'Histoire des Trois Royaumes.

## Système de jeu
Knights of Valour propose à un maximum de quatre joueurs de choisir entre cinq personnages aux caractéristiques variées. La progression se fait, comme dans un beat them all classique, de gauche à droite, ainsi qu'en profondeur. De plus il est parfois proposé au joueur de choisir entre différents embranchements, dont certains sont camouflés et aboutissent à des pièces secrètes.
Quatre boutons en plus du joystick sont utilisés : deux pour les classiques coups et sauts, et deux autres destinés à la gestion d'un inventaire. Il est en effet possible de ramasser et de stocker divers objets, tels que des projectiles ou des bombes. Chaque personnage dispose non seulement de coups spéciaux, mais aussi de furies fonctionnant sur un système similaire au mode Advanced de The King of Fighters '97.
Enfin, à l'instar de Knights of the Round, le score sert également de compteur de points d'expérience, permettant aux personnages de voir certaines de leurs aptitudes (résistance, force, etc. ) améliorées au cours de la partie.

## Équipe de développement
- Producteur exécutif : Ray
- Directeurs : Zhong Ren Gau, Keith Young, Andy Chu
- Programmeurs : Alf, Why, Fred Liao, Yao Wen Lo, Mssheir, LTH
- Hardware : Franklin Wu
- Stylistes : Joseph Chang, Muta Chen, Chun Lung Wu, Benson, Hark Lin
- Graphismes : Yao Kun Lai, Szu Chiang Wu, Pon Pon, Su Ping Chen, Abthony Ling, Yu Jem Lin, Gui Xin Xu, Hanks, Chia Sen Yeh, Mei Sen Chune, Hsien Chin Chou, Hsu Wei Chu, Feng Chiu Fu, Sheng Kai Chang, Ricky, Sung Chih Lin, Elvis Chen, Yang, Jeffrey Chang, Owl, Leo
- Direction musicale : Ray
- Musique et effets sonores : Eddie Yao, Dean
- Producteurs : Ko-Chu Lee, Paulchiang, A.C. Chen, Tzung-Hui Cheng

## Versions
Le jeu existe en trois versions:
- Knights of Valour, dans lequel cinq personnages normaux et quatre personnages secrets sont disponibles,
- Knights of Valour Plus, dans lequel dix personnages sont directement sélectionnables,
- Knights of Valour Superheroes, qui propose onze personnages et de nouveaux coups spéciaux.

## Série
- Knights of Valour (1999)
- Knights of Valour Superheroes (1999)
- Knights of Valour 2 (2000)
- Knights of Valour 2 - Nine Dragons (2001)
- Knights of Valour - The Seven Spirits (2003)
- Knights of Valour 2- New Legend (2009)
- Knights of Valour 3 (2009)
- Knights of Valour 3 HD (2012)